# Gerald Steinberg

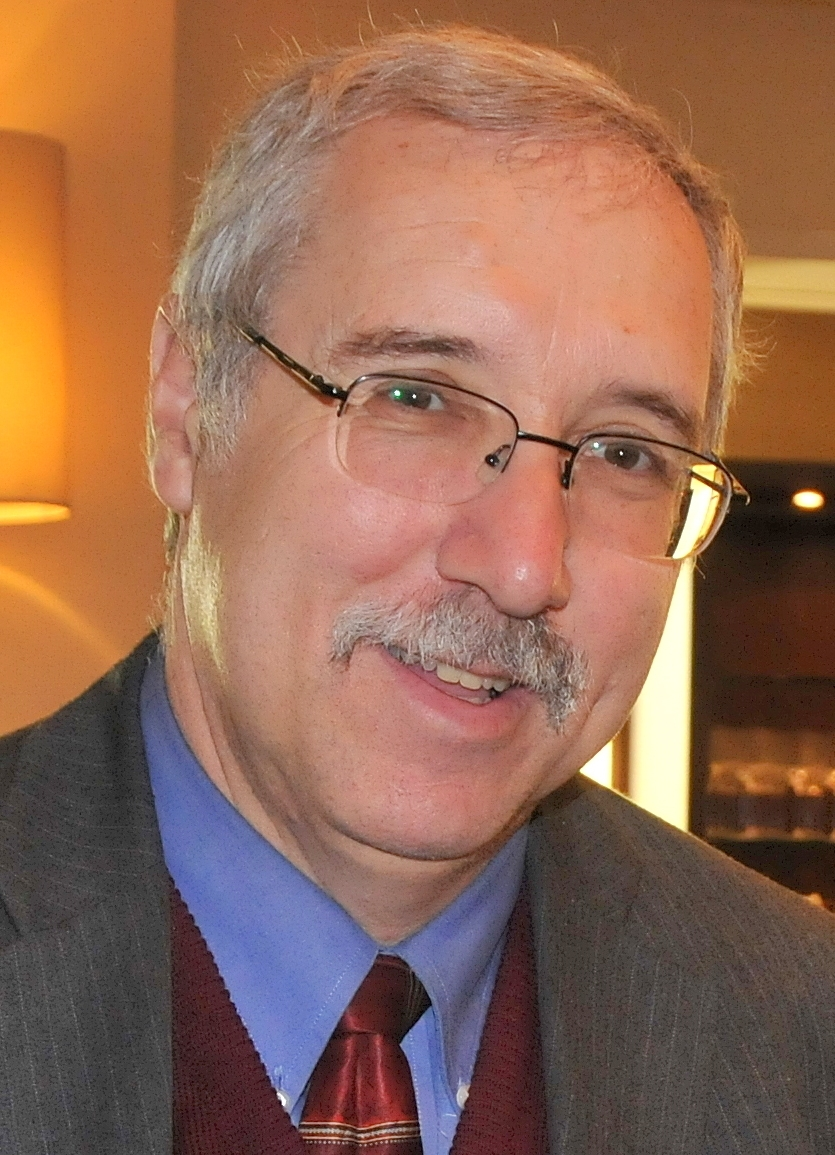
Gerald Steinberg (2009)

Gerald M. Steinberg (* 1950 in London) ist ein  israelischer Politologe und Hochschullehrer. Er ist Lehrstuhlinhaber für Politikwissenschaften an der Bar-Ilan-Universität sowie Gründer der Organisation NGO Monitor.

## Leben
Steinberg wurde in London geboren und wuchs in San Francisco auf. 1973 erwarb er einen Bachelorgrad in Physik und Nahostwissenschaften  an der University of California, Berkeley und 1975 einen Mastergrad in Physik an der University of California, San Diego. Nach einem Postgraduiertenstipendium beim MIT-Harvard-Programm für Rüstungs- und Waffenkontrolle wurde er 1981 in Staatswissenschaften an der Cornell University promoviert. Seit 1982 lehrt er Politikwissenschaften an der Bar-Ilan-Universität in Ramat Gan.

## Veröffentlichungen (Auswahl)
- (als Hauptautor) Best Practices for Human Rights and Humanitarian NGO Fact-Finding, Nijhoff Brill Publishers, Leiden, 2012
- Arms Control and Non-Proliferation Developments in the Middle East: 2000-1, BESA Center for Strategic Studies, Bar Ilan University, Ramat Gan 2002
- Arms Control and Non-Proliferation Developments in the Middle East: 1998-99, BESA Center for Strategic Studies, Bar Ilan University, Ramat Gan 2000
- Dual use aspects of commercial high-resolution imaging satellites, BESA Center for Strategic Studies, Bar Ilan University, Ramat Gan 1998
- Strategy and Deterrence in the Nuclear Age, for the course "Basic Concepts in International Relations" Open University of Israel, Raʿanana 1993
- (zusammen mit Eta Bick) Resisting Reform: A Policy Analysis of the Israeli Health Care Delivery System, University Press of America, Lanham 1992
- Deterrence, Defense or Arms Control: Israeli Perceptions and Responses for the 1990's, California Seminar on International Security 1990
- (als Hauptautor) Lost in Space: The Domestic Politics of the Strategic Defense Initiative, Lexington Books und University of California Institute on Global Conflict and Cooperation, Lanham 1988
- Satellite Reconnaissance: The Role of Informal Bargaining, Praeger, New York 1983